# Wojciech Tyc
Wojciech Lukasz Tyc (né le 15 juillet 1950 à Milówka, en Silésie, dans le sud de la Pologne) est un footballeur polonais. Cet attaquant efficace a joué en France, à la fin de sa carrière, à Valenciennes et Amiens. 

## Carrière
- avant 1981 : Odra Opole
- 1981-1982 : US Valenciennes Anzin (en division 1)
- 1982-1983 : Amiens SC

## Palmarès
- meilleur buteur du Championnat de Pologne D2 en 1976
- International polonais en 1977 (1 sélection contre la Suède)